# حي شبرا (الرياض)
حي شبرا؛ بمدينة الرياض عاصمة المملكة العربية السعوية يحد الحي الدائري الجنوبي وحي السويدي من أخرى وأيضا يقع بجواره حي الدريهمية ويحده حي الزهرة.
والحي موطن  لكثير من المشايخ والدعاة من أهل السنة والجماعة منهم على سبيل: ابن جبرين، عبد الرحمن الفنتوخ، وعمر بن سعود العيد، عبد العزيز السدحان، سعد الحميد، العنقري، عبد الرحمن السويلم، عبالله الموسى مدرس في المعهد العلمي سابقاً، عبالعزيز القاسم وعدد كبير من طلبة العلم
أغلب سكان هذا الحي تقريبا هم من منطقة جنوب وغرب الرياض أمثال: المزاحمية، ضرما، القويعية وقراها، حوطة بني تميم، الحريق، شقراء، ومنطقة المحمل.